# Girolamo da Treviso

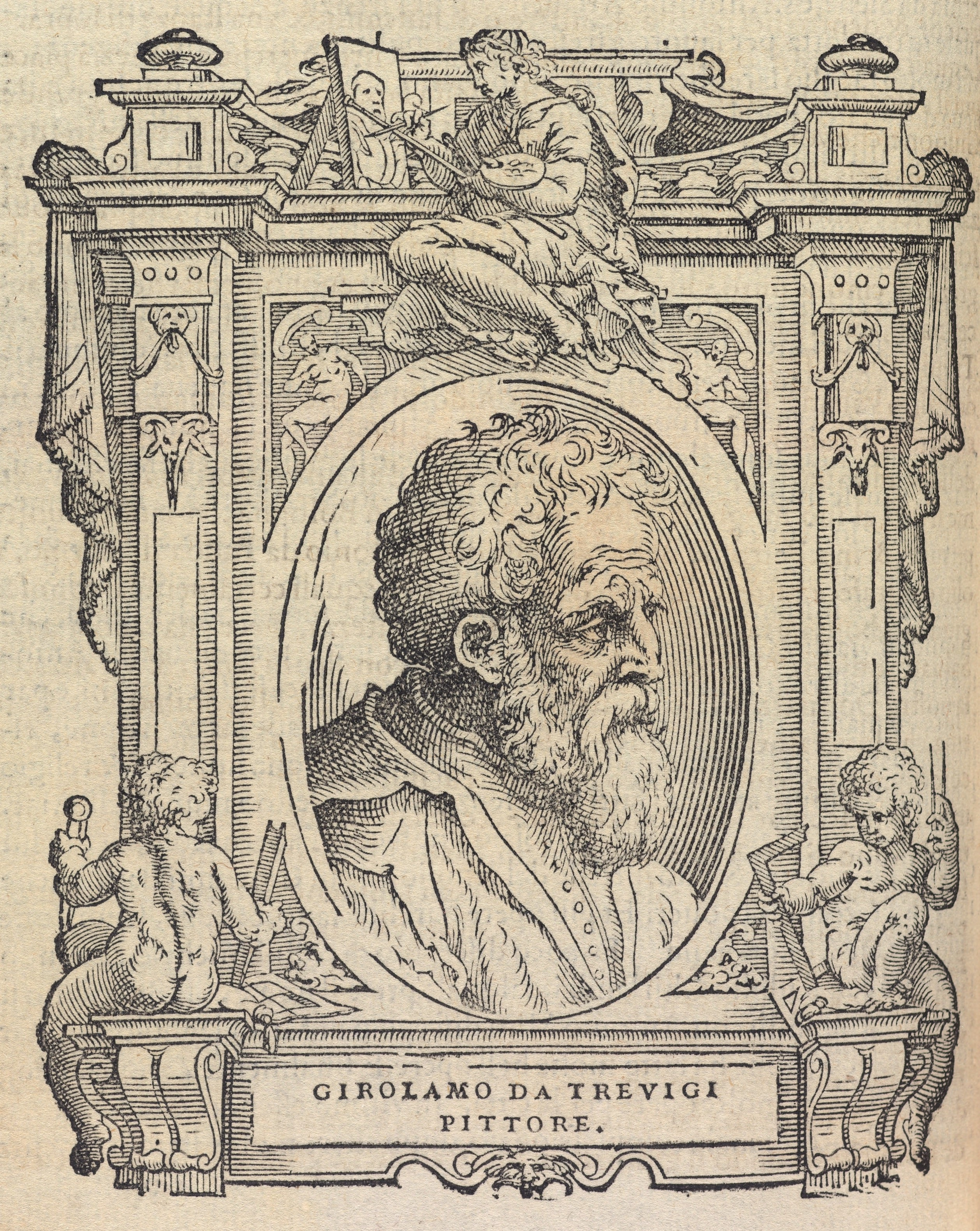
Portret in Giorgio Vasari's "Vite"

Girolamo da Treviso, ook bekend als Girolamo di Tommaso da Treviso de Jongere en Girolamo Trevigi (Treviso, mogelijk ca. 1497 - Boulogne-sur-Mer,  10 september 1544) was een Italiaanse Renaissance-schilder en -beeldhouwer met wortels in de Bolognese School.

## Leven
Zijn herkomst is onbekend, mogelijk stamt hij uit de kunstenaars- en schildersfamilie Pennacchi. Zijn werk werd beïnvloed door onder meer Dosso Dossi en Giovanni Antonio da Pordenone, tevens liet hij zich inspireren door het werk van Giorgione. Een voorbeeld van Giorgione's invloed is het schilderij "Slapende Venus", dat qua onderwerp en voorstelling sterk lijkt op Giorgione's "Slapende Venus". Girolamo da Treviso was actief in Bologne, onder andere in de Sint-Petroniusbasiliek, waar hij in het portaal werkte aan gebeeldhouwde decoraties en binnen grauwschilderingen maakte. In latere jaren werkte hij in Genua, Faenza, Trent en Mantua (het Palazzo del Te). Zijn werk signeerde hij vaak met "Ieronimo Veneziano, scultore". Rond 1538 trad hij als militair ingenieur in dienst aan het hof van Hendrik VIII van Engeland, tevens was hij er actief als schilder. In 1544 nam hij deel aan de belegering van Boulogne-sur-Mer en werd daar vermoedelijk getroffen door een kanonschot, een week voor de inname.

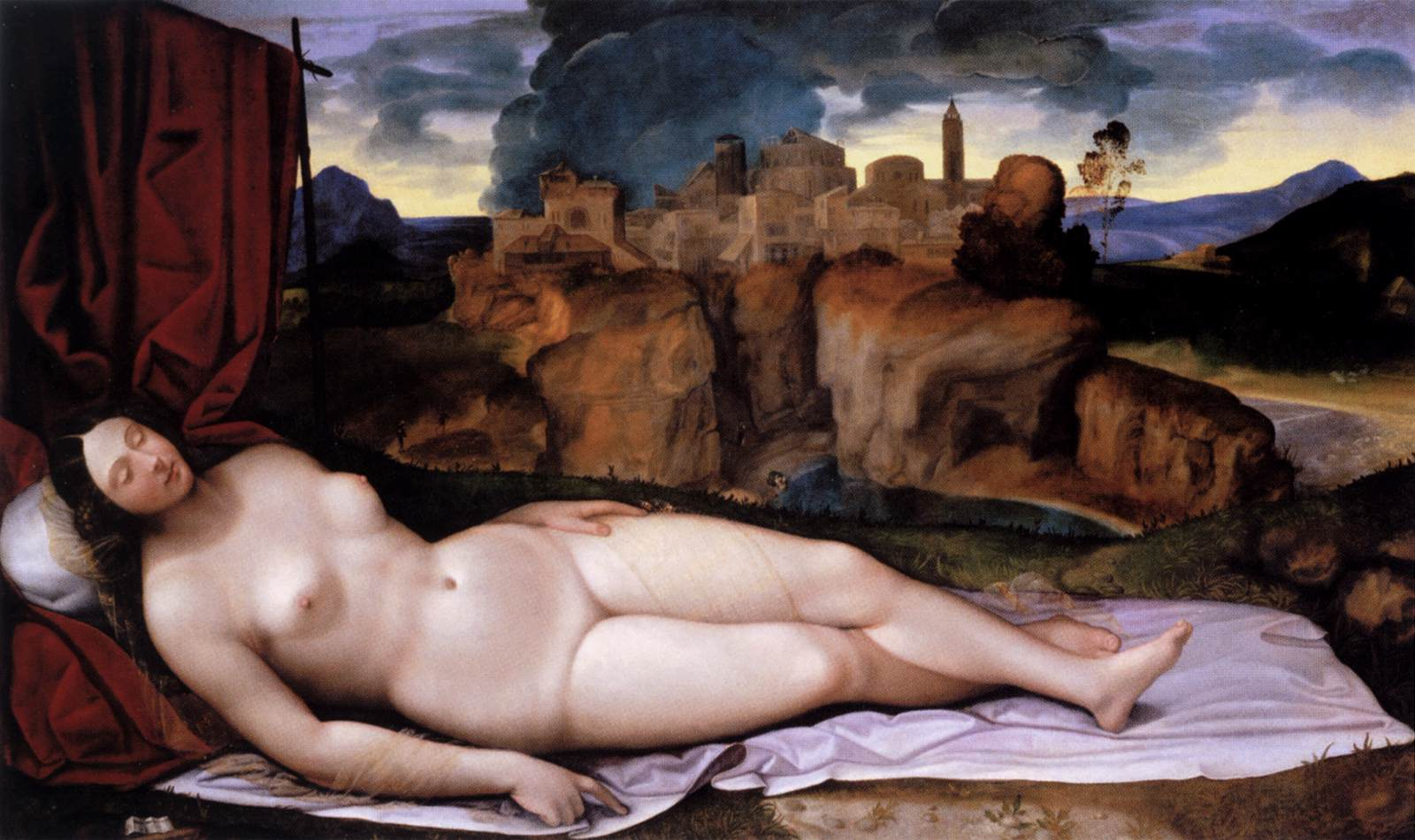
"Slapende Venus" (1523), Galleria Borghese in Rome.

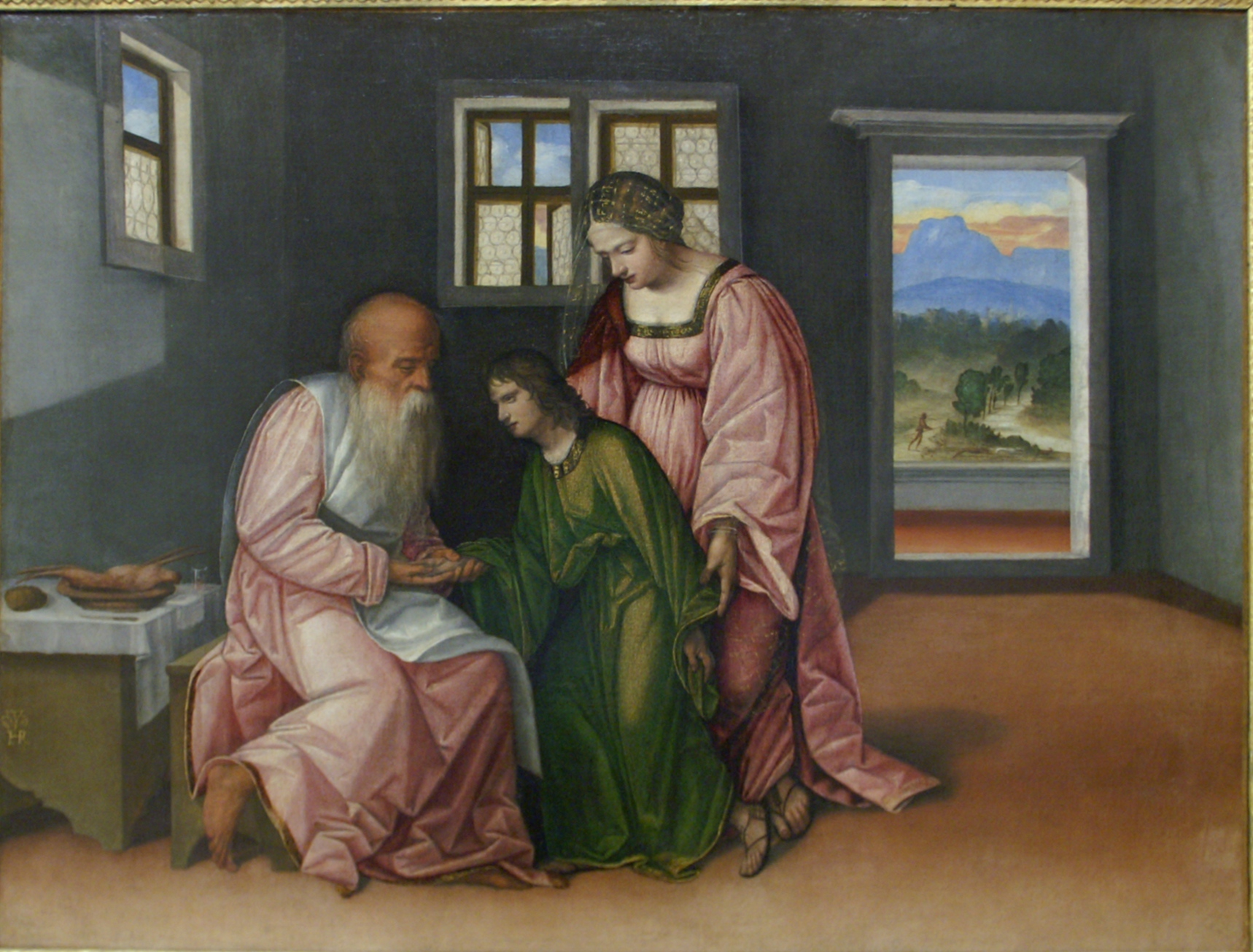
"Isaak zegent Jacob" (ca. 1520), Musée des Beaux-Arts de Rouen.

- Biblioteca Nacional de España: XX4838757
- Bibliothèque nationale de France: cb139493270 (data)
- Gemeinsame Normdatei: 1015858961
- International Standard Name Identifier: 0000 0001 1690 3827
- Library of Congress Control Number: no2012068145
- Nationale Bibliotheek van Polen: a0000003639797
- RKD-Nederlands Instituut voor Kunstgeschiedenis: 31967
- Système universitaire de documentation: 185510191
- Union List of Artist Names: 500008148
- Virtual International Authority File: 95730747
- WorldCat: E39PBJkhHf4HcvdmvxjXft9dQq